# سبيلانثول
سبيلانثول Spilanthol  هو حمض أميد دهني معزول من عشبة النتاق (Acmella oleracea). يُعتقد أنه مسؤول عن خصائص التخدير الموضعي للنبات. يتخلل سبيلانثول جلد الإنسان  والبطانة الداخلية للوجنتين في الفم ( الغشاء المخاطي الشدق )،  مما يؤدي إلى تركيزات دوائية محلية وجهازية. في الجلد والبنكرياس، ثبت أيضًا أن سبيلانثول يمارس تأثيرات مضادة للالتهابات. تتضمن الآلية الأساسية تثبيط إنتاج أكسيد النيتريك بسبب انخفاض التعبير عن إنزيم سينثاز أكسيد النيتريك المحرض (iNOS) في الضامة. كشفت تجارب مصفوفة عامل النسخ أن سبيلانثول  يثبط تنشيط العديد من عوامل النسخ ( NFκB و ATF4 و FOXO1 و IRF1 و ETS1 و AP-1 ) والتي قد تفسر تأثير سبيلانثول على التعبير الجيني.

## أنظر أيضا
- هيدروكسي ألفا سانشول